# جوشوا غرين (رجل أعمال)
جوشوا غرين (بالإنجليزية: Joshua Green)‏ هو شخصية أعمال أمريكي، ولد في 16 أكتوبر 1869 في مسيسيبي في الولايات المتحدة، وتوفي في 24 يناير 1975 في سياتل في الولايات المتحدة.